# Könnern
Könnernⓘ là một thị trấn thuộc huyện Salzland, bang Saxony-Anhalt, Đức.